# Anna Šrámková (1906)
Anna Šrámková, rozená Bláhová (9. února 1906 Konětopy – 11. října 1944 Drážďany) patřila v době protektorátu spolu se svým manželem Otakarem Šrámkem k aktivním podporovatelům členů paradesantního výsadku Anthropoid. 

## Život

### Rodinný původ
Anna Šrámková, rozená Bláhová se narodila 9. února 1906 v Konětopech číslo popisné 8 do rodiny Josefa Bláhy a Anny Marečkové. Její otec padl během první světové války na italské frontě. Anna byla jedním ze šesti dětí (jejími sourozenci byli: bratr Josef, sestra Růžena, sestra Františka, bratr Václav a bratr Antonín). V roce 1922, kdy bylo Anně 16 let zemřela na řídnutí krve i její matka. O všechny členy rodiny se pak starala Růženka, později provdaná za Františka Hradeckého z Konětop. Anna opustila Konětopy a v Praze se vyučila švadlenou s mimořádným talentem pro vyšívání. Jako svobodná bydlela v Praze v Biskupské ulici.
Anna se v Praze vdala za Otakara Šrámka (* 1889), který byl zaměstnán ve zbrojní továrně ing. Františka Janečka v Praze–Michli (respektive na Pankráci), která byla od začátku německé okupace Čech, Moravy a Slezska začleněna do německé zbrojní výroby.

Továrna ing. Františka Janečka v Praze na Pankráci
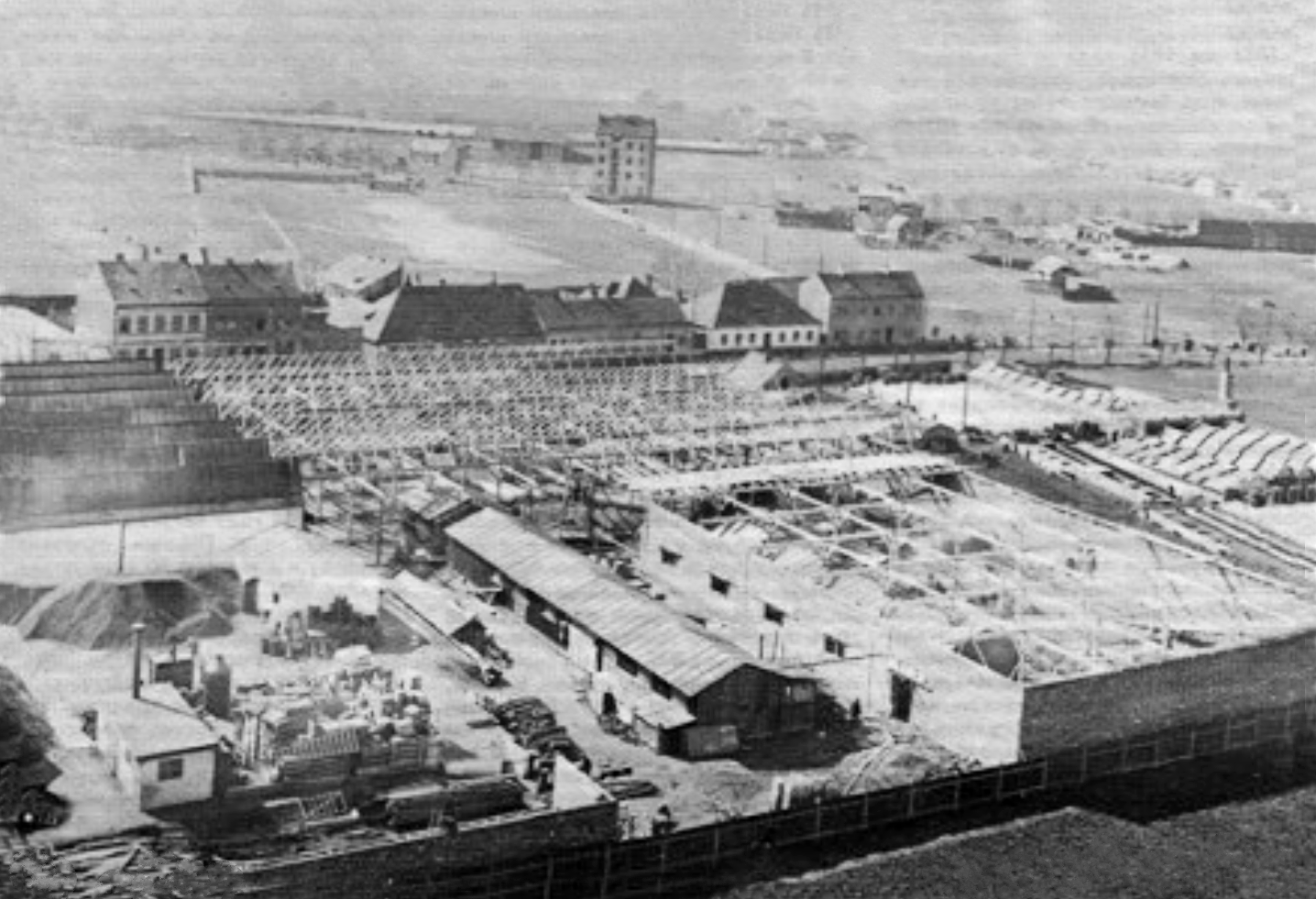
Ve 20. letech 20. století
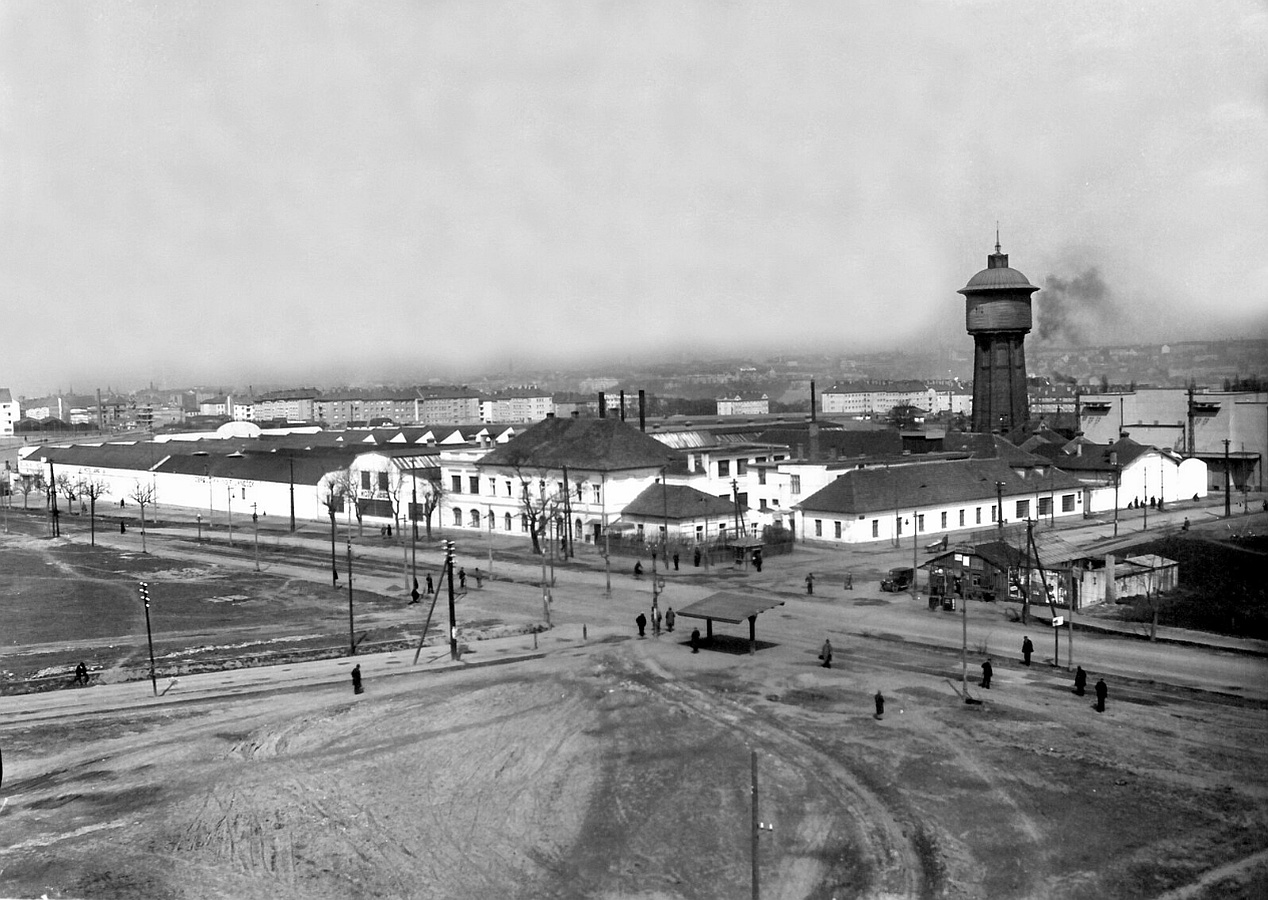
Ve 30. letech 20. století

Novomanželé Šrámkovi bydleli v Soudní ulici 739 na Pankráci v Praze. Dne 3. prosince 1932 se manželům Šrámkovým narodil syn Otakar Šrámek (* 1932).

### Odbojová činnost
Po nastolení Protektorátu Čechy a Morava (15. března 1939) se Anna, její manžel Otakar a její nejbližší příbuzní jakož i nejbližší příbuzní jejího chotě zapojili do protiněmecké rezistence. Otakar Šrámek v domácím protiněmeckém odboji spolupracoval se svým bratrem Miroslavem Šrámkem. Počátkem roku 1942 se manželé Šrámkovi stali podporovateli členů paravýsadku Anthropoid, když rotmistrům Jozefu Gabčíkovi a Janu Kubišovi zajistili jeden z mnoha spolehlivých dočasných úkrytů. Ke Šrámkovým parašutisty přivedla na jaře 1942 jedna z klíčových podporovatelek parašutistů Marie Moravcová (známá též jako „teta Moravcová“). Bratři Šrámkové rovněž spolupracovali s pplk. Václavem Novákem.
Blízký spolupracovník jejího manžela v odboji kovodělník z Janečkovy zbrojovky Oldřich Frolík se sice 15. září 1942 prostřílel z obklíčení při pokusu o zatčení a unikl, ale Otakar Šrámek musel přejít do ilegality. Poté, co byl zabit vedoucí odbojové skupiny, Šrámkův bratr Miroslav Šrámek, skrýval se Otakar nejdříve v Bečvárech u Kolína a pak v Konětopech. Čeští četníci jej později zatkli ve stavu fyzické a psychické vyčerpanosti v Bečvárech 21. září 1942. Následně byl přinucen přistoupit na špinavou hru gestapa, které slíbilo jemu a jeho manželce Anně beztrestnost výměnou za napsání lstivého dopisu, v němž nabídl Frolíkovi „bezpečný úkryt“. Otakar se tak podílel na zradě Frolíka, ale gestapo slib nedodrželo a tak nakonec Otakar zemřel 22. února 1943 v koncentračním táboře Osvětim (v závěru pochodu smrti do KT Osvětimi). Jeho odbojový kolega Oldřich Frolík byl dopaden 23. září 1942 a společně se svojí manželkou Barborou Frolíkovou byli popraveni 26. ledna 1943 v koncentračním táboře Mauthausen.

Spolupracovníci Anny Šrámkové v odboji
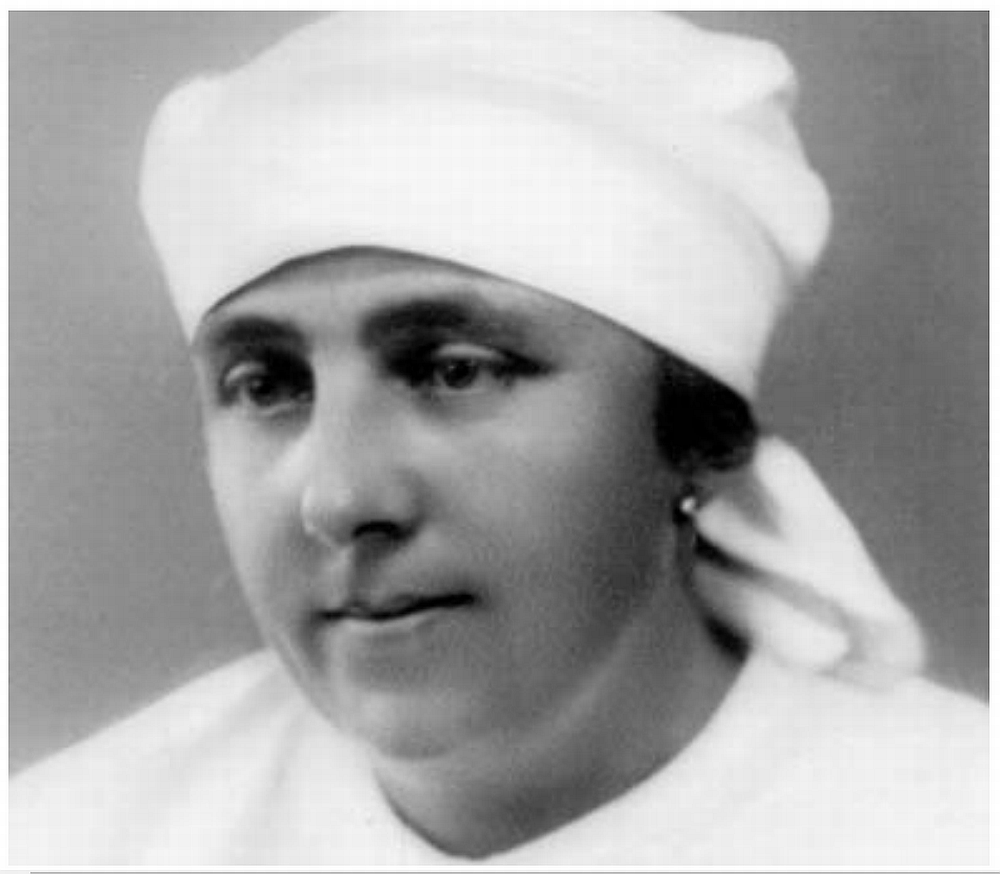
Marie Moravcová
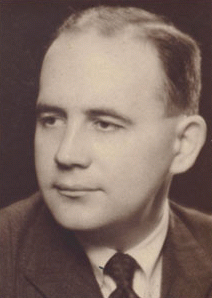
Oldřich Frolík
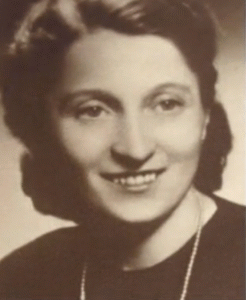
Barbora Frolíková

### Gobelínový obraz

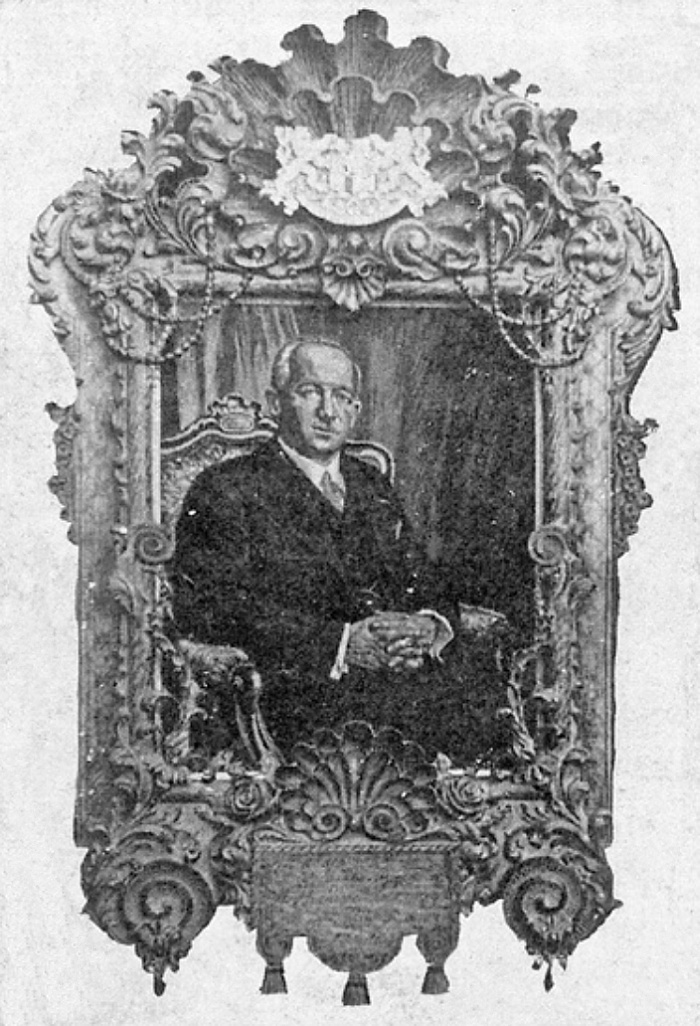
Černobílá fotografie ozdobně zarámovaného gobelínového obrazu v době jeho předání na Pražském hradě

Tehdejší exilový prezident Československa Dr. Edvard Beneš si získal Anniny sympatie a podle fotografie si nechala udělat zvětšenou předlohu. Asi rok po vzniku protektorátu (v roce 1940) začala Anna v pražských Nuslích tajně po večerech ručně vyšívat obraz Dr. Edvarda Beneše a dokončila jej v roce 1942. Jednalo se o na výšku téměř dvoumetrový gobelínový portrét exilového prezidenta československé republiky, jehož vzniku věnovala dva roky (1940 až 1942). Obraz zachycoval v křesle sedícího prezidenta (jeho postava byla zobrazena jen do pasu) se sepjatýma rukama oblečeného do tmavého obleku a vesty ze stejné látky. S tmavým oblečením kontrastovala bílá košile a světlá kravata.
Po vyhlášení druhé heydrichiády (od 4. června 1942) a vyhlášení stanného práva (trvalo až do 3. července 1942) se Anna Šrámková rozhodla, že hotový gobelínový obraz ukryje, aby mohl být po skončení druhé světové války prezidentu Dr. Edvardu Benešovi nepoškozený předán. Smotaný obraz exilového prezidenta Anna uložila do pětilitrové láhve od okurek a zakopala jej za vesnicí Konětopy do kompostu. Ukrývání obrazu byli přítomni její bratři František Bláha, Antonín Bláha, Josef Bláha a jeho manželka a její sestra. Místo ukrytí obrazu nikdy během krutých výslechů na gestapu Anna neprozradila a Němci, kteří místo několikrát prohledávali nebyli úspěšní.

### Zatčení, proces, ...
Anna Šrámková byla zatčena, ale po několika výsleších byla propuštěna aniž tušila, že ji gestapo nechalo důsledně sledovat. V listopadu 1943 byla opět zatčena, vězněna ve vyšetřovací vazbě na Pankráci a gestapo již tenkrát od neznámého informátora vědělo, že je autorkou gobelínového obrazu Dr. Edvarda Beneše. Anna byla v dubnu 1944 deportována k soudnímu dvoru do Drážďan, který ji odsoudil k trestu smrti. Anna Šrámková byla popravena stětím gilotinou 11. října 1944 v Drážďanech. V cele smrti napsala Anna svým příbuzným svůj poslední dopis:
Přátelé ! Dnes odcházím tam, odkud není více návratu. Proto vám všem vespolek přeji hodně štěstí a zdraví. Buďte šťastni, když jsem už nebyla já s Otou. Dobrý bratře, děkuji ti za dopis a zdali jsem ti někdy nevědomky ublížila, odpusť mi to, neb dnes večer musím zemřít tak krutou smrtí. Myslím, že na mě můžete mít jen dobrou vzpomínku. Franto, prosím tě, nenechte tomu chlapci ublížit. Neplačte pro mě, neb časem všecko přebolí. Se srdečným pozdravem a vzpomínkou na vás a s bolným srdcem odcházím. Tvoje sestra Anča ...
Anna Šrámková, Dopis rodině z cely smrti, 
Kromě Anny a Otakara Němci popravili ještě do konce druhé světové války dalších sedm členů její a manželovy rodiny. Syn Anny Šrámkové a jejího muže Otakara Šrámka – Otakar Šrámek (* 3. prosince 1932) druhou světovou válku přežil.

## Po druhé světové válce
- Po skončení druhé světové války dne 9. července 1946 odevzdali do expozice Vojenského historického muzea bratři Anny Šrámkové – Josef Bláha a Antonín Bláha – padák a revolver, který schovali parašutisté výsadku Anthropoid u Anny Šrámkové v Nuslích v Soudní ulici číslo 739.[2]
- Ukrytý gobelínový obraz po skončení druhé světové války vykopali bratři Anny Šrámkové a nechali jej zasadit do umělecky bohatě vyřezávaného rámu od uměleckého řezbáře profesora Aloise Petruse[5] ze Svitav u Kolína.[2][p. 2]
- Dne 22. října 1946[8][9][p. 3] přijal prezident republiky dr. Edvard Beneš na Pražském hradě skupinu pozůstalých a příbuzných po manželech Otakaru a Anně Šrámkových, kteří mu gobelínový obraz zasazený ve zdobeném rámu slavnostně předali.[5] Po osudu obrazu pátrá vnuk neteře Anny Šrámkové Lukáš Brožek.[5]

## Připomínky
- Její jméno (Šrámková Anna) je uvedeno na pomníku obětem světových válek a vypálení Konětop v Konětopech. Na jedné z desek památníku je následující text: OBĚTEM NĚMECKÉ ZBĚSILOSTI // POPRAVENI / V PRAZE NA PANKRÁCI 1944 / následuje výčet jmen // A V DRÁŽĎANECH / ŠRÁMKOVÁ ANNA // UMUČENI / V TEREZÍNĚ 1945 / následuje výčet jmen ...[10][11]

Památník obětem světových válek v Konětopech:
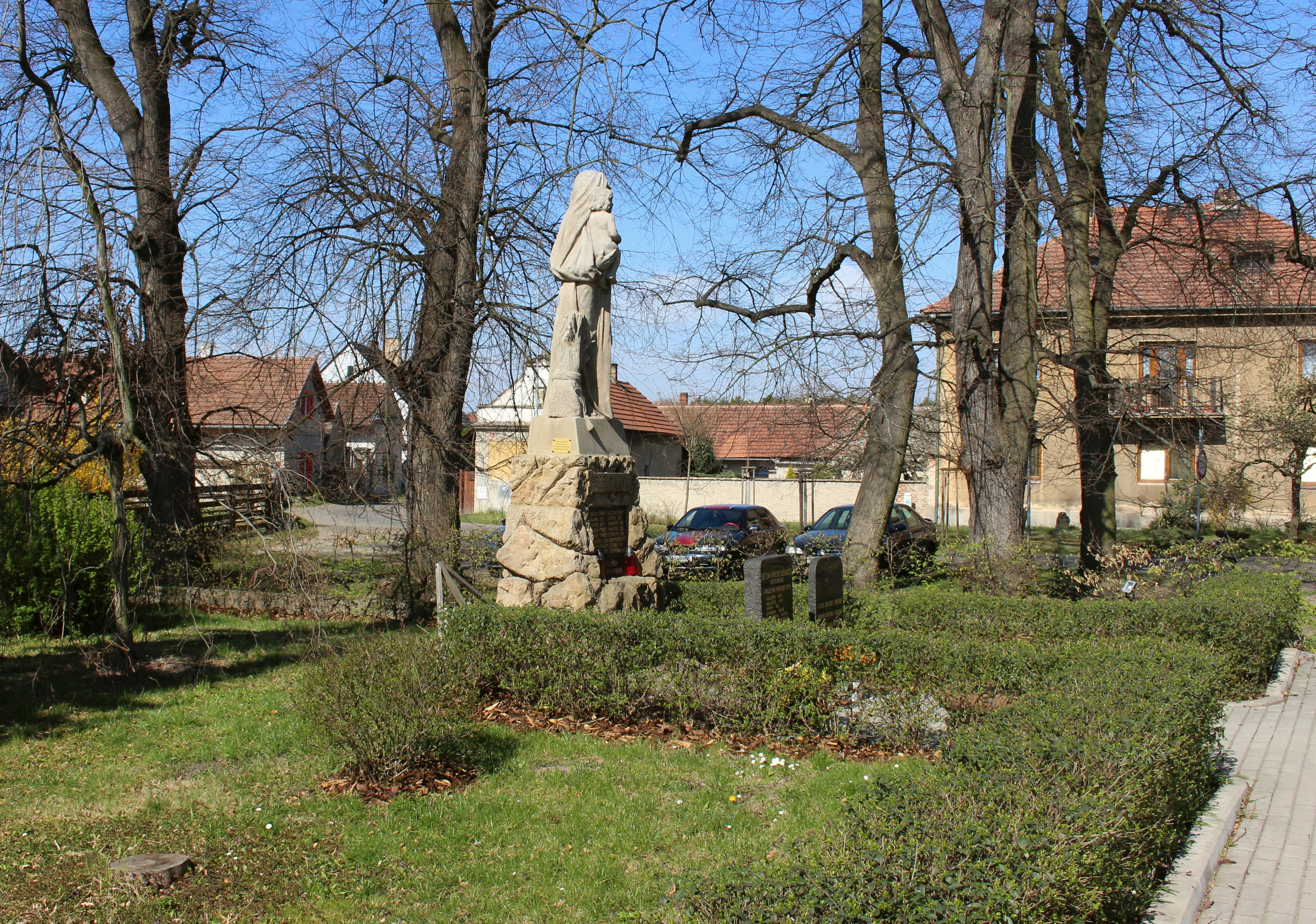
Celkový pohled
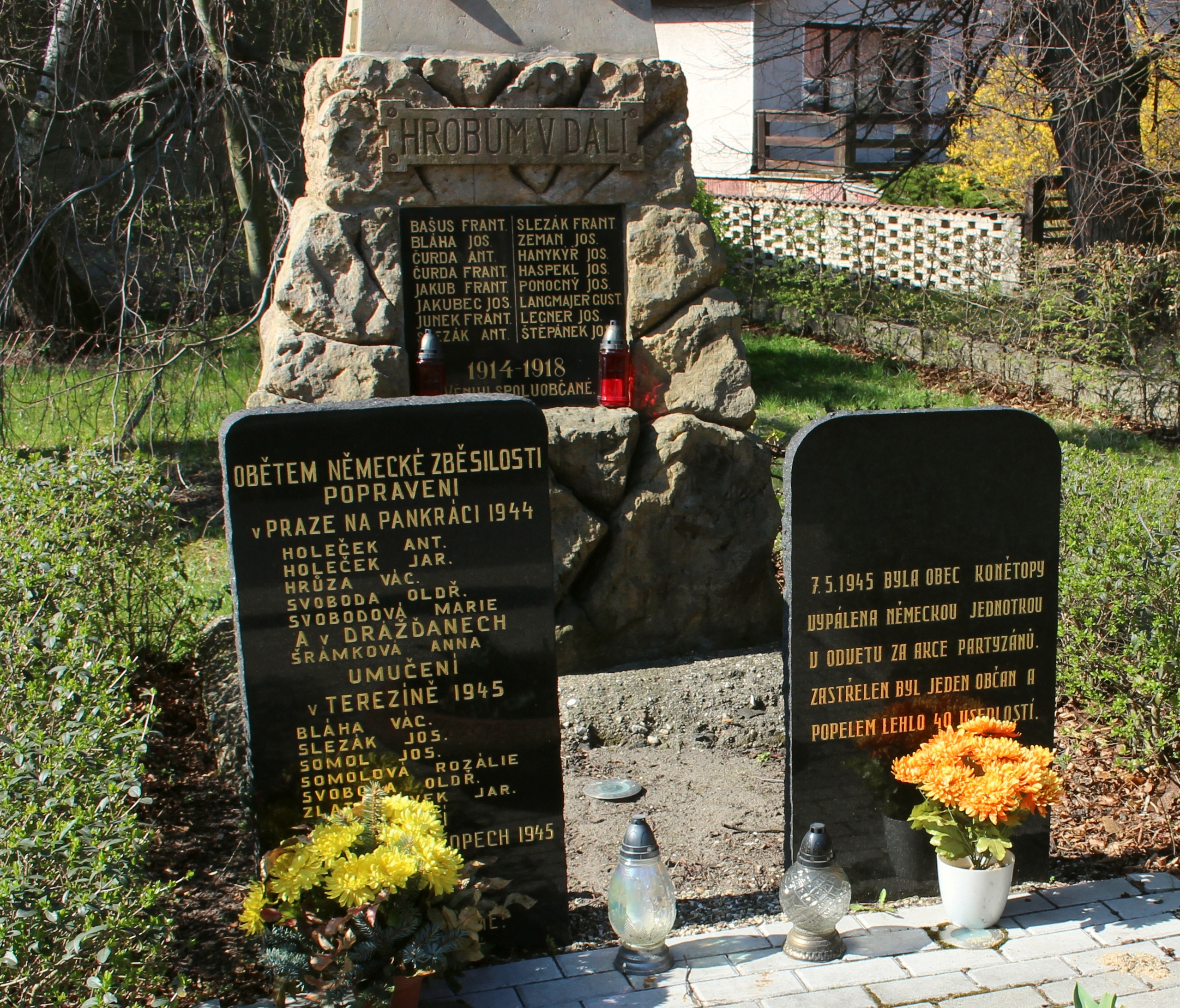
Detail pamětních desek
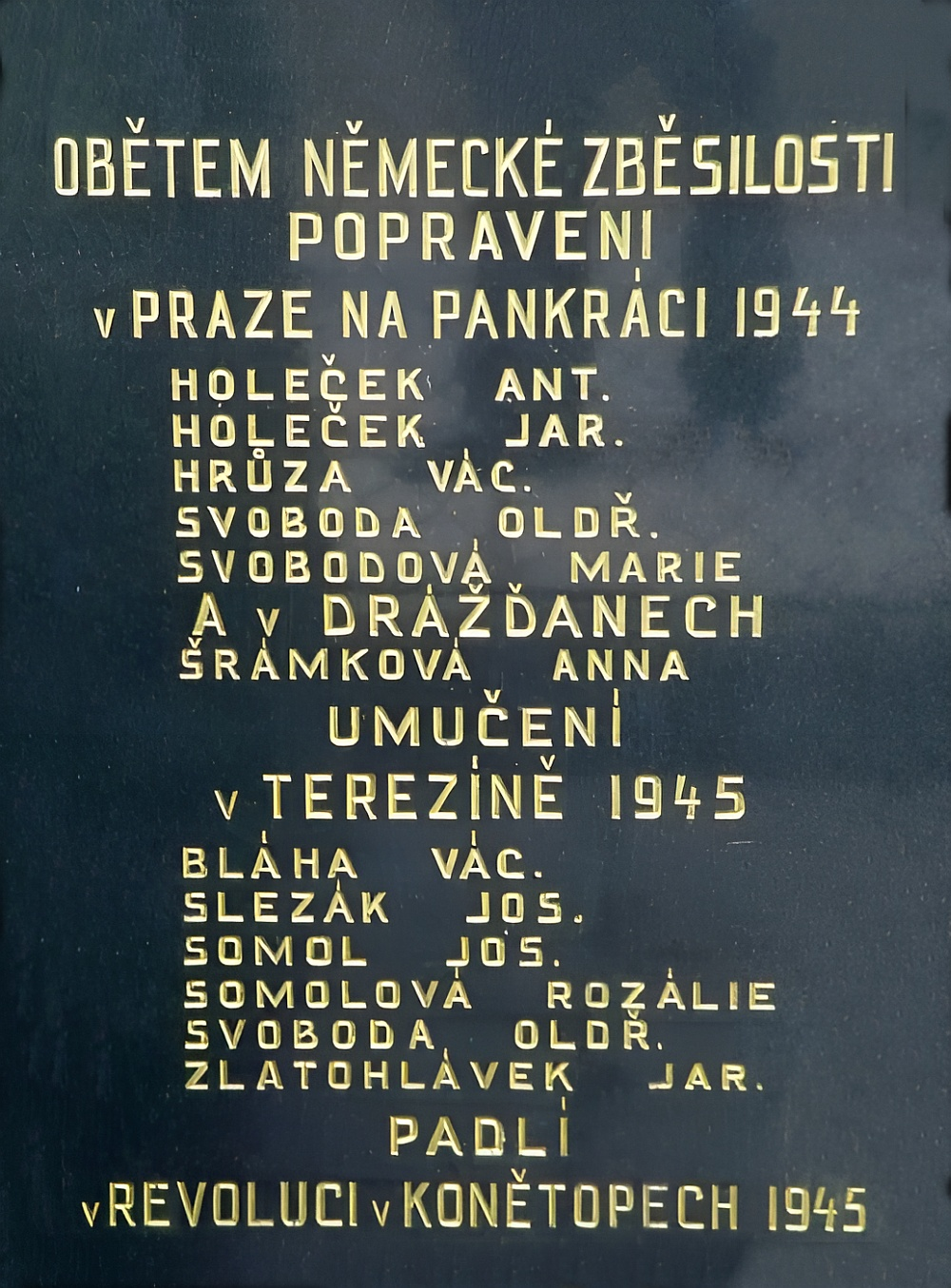
Detail horní části levé pamětní desky s uvedením jména Anny Šrámkové popravené v Drážďanech